# Zelfs de goden
Zelfs de goden, ook uitgebracht als De goden zelf (Engelse titel: The Gods Themselves) is een sciencefictionroman uit 1972 van de Amerikaanse schrijver Isaac Asimov.

## Synopsis
Wezens uit een parallel universum hebben een wisselwerking op gang gebracht waardoor de aarde via een elektronische pomp voorzien wordt van oneindig veel energie. Geen mens begrijpt hoe het werkt en de meningen zijn verdeeld. De meesten langs beide zijden van de pomp zijn tevreden met deze gratis energie maar een minderheid vreest voor drastische gevolgen. Zonder het te willen is het ene heelal bezig het andere te vernietigen. Door het voortdurend pompen van energie zal de zon veranderen in een supernova en zelfs het hele Melkwegstelsel een quasar worden. Communicatie tussen de twee werelden is echter onmogelijk en indien er sprake is van onheil, is er maar weinig tijd meer over.

## Prijzen
- 1972 - Nebula Award for best novel
- 1973 - Hugo Award for best novel

## Kritiek
Adam Roberts beschouwt de roman als middelmatig. Dat hij desondanks de twee hoogste sf-onderscheidingen wegkaapte, beschouwt deze criticus als een symptoom van een lezersgemeenschap die in zichzelf gekeerd raakt en die blind voor de bekende auteurs kiest en daarbij niet alleen de bredere literaire wereld uit de weg gaat, maar ook de meer experimentele sciencefiction uit de New Wave.